# August von der Heydt (Bankier, 1881)

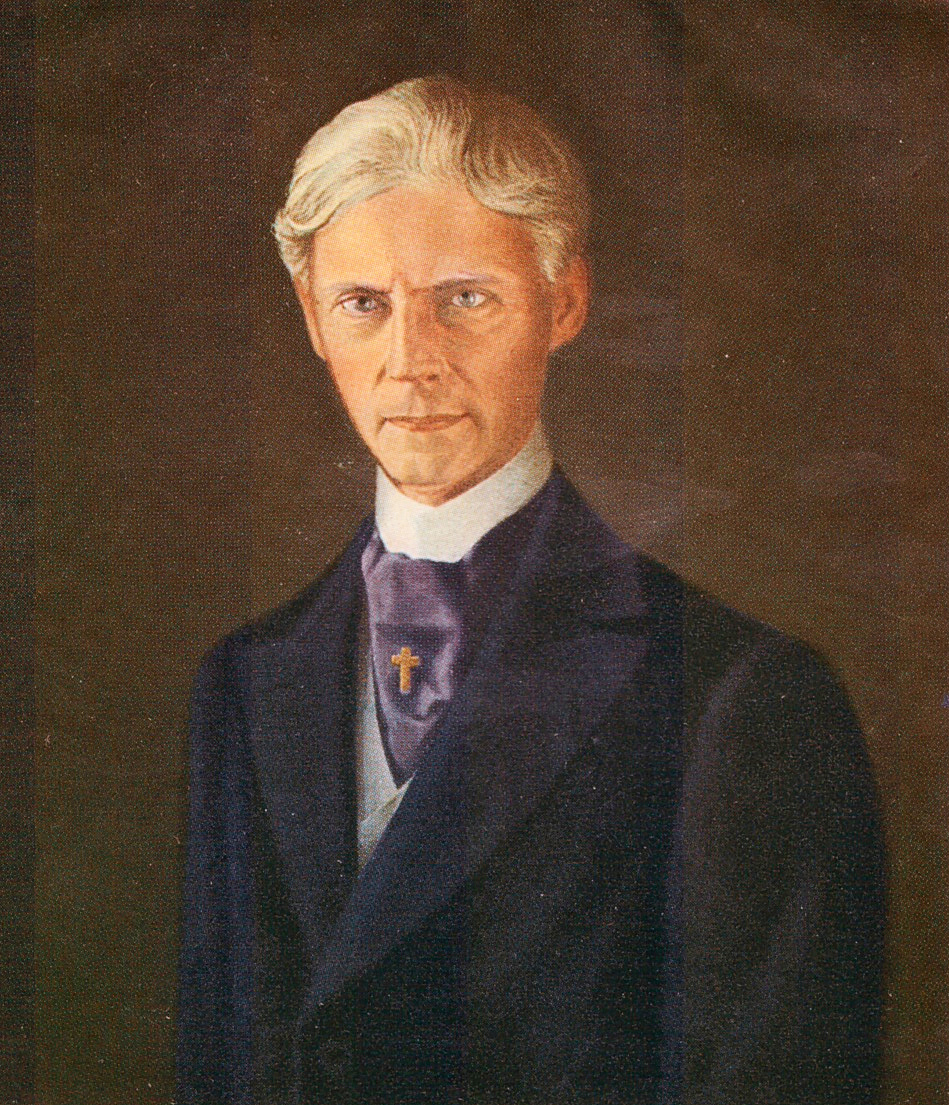
August von der Heydt 1881–1943

August von der Heydt (* 8. Oktober 1881 in Elberfeld; † 11. März 1943 Wuppertal-Elberfeld) war ein deutscher Bankier und Mäzen.

## Leben
Er war der Sohn von August von der Heydt (1851–1929) und Selma von der Heydt (1862–1944), geborene Haarhaus. Mit seinem ein Jahr jüngeren Bruder Eduard von der Heydt (1882–1964) war er eng verbunden. Gemeinsam wurden sie unterrichtet und studierten ebenfalls zusammen Rechts- und Staatswissenschaften in Genf und in Freiburg. 1901 trat August in das Bankhaus seiner Familie, das Bankhaus von der Heydt-Kersten & Söhne, ein. Die Berufstätigkeit unterbrach er, um in Freiburg 1905 den Doktorgrad zu erwerben. 1912 wurde er Mitinhaber der Bank. August bekleidete mehrere Ehrenämter, er war Armenpfleger, Vorsitzender des Wuppertaler Zoos und Griechischer Vizekonsul. Er trug stets ein Kreuz um den Hals sichtbar auf einem breiten Tuch. Da er, wie auch sein Bruder Eduard, keine Nachkommen hatte, war er der letzte Teilhaber der Bank, der aus der Familie von der Heydt stammte.

## Vorfahren
| Ahnentafel August Freiherr von der Heydt  | Ahnentafel August Freiherr von der Heydt                                               | Ahnentafel August Freiherr von der Heydt                                               | Ahnentafel August Freiherr von der Heydt                                               | Ahnentafel August Freiherr von der Heydt                                               | Ahnentafel August Freiherr von der Heydt                                      | Ahnentafel August Freiherr von der Heydt                                    | Ahnentafel August Freiherr von der Heydt                                    | Ahnentafel August Freiherr von der Heydt                                    |
| ----------------------------------------- | -------------------------------------------------------------------------------------- | -------------------------------------------------------------------------------------- | -------------------------------------------------------------------------------------- | -------------------------------------------------------------------------------------- | ----------------------------------------------------------------------------- | --------------------------------------------------------------------------- | --------------------------------------------------------------------------- | --------------------------------------------------------------------------- |
| Ururgroßeltern                            | Daniel Heinrich von der Heydt (1767–1832) ⚭ 1794 Wilhelmine Kersten (1771–1854)        | Johann Wilhelm Blank (1773–1846) ⚭ 1796 Sibilla Helene Simons (1776–1839)              | Johann Peter Boeddinghaus (1751–1826) ⚭ 1778 Maria Helene Funcke (1760–1824)           | Johann Abraham Siebel (1773–1830) ⚭ 1796 Isabella Margaretha Siebel (1775–1844)        | Johann Kaspar Haarhaus (1749–1828) ⚭ 1784 Anna Christina Bargmann (1760–1802) | Johann Peter Bargmann (1774–1852) ⚭ 1798 Ida Baltz (1780–1863)              | Johann Jakob Aders (1768–1825) ⚭ 1793 Anna Helene Brink (1770–1844)         | Johann Peter Boeddinghaus (1788–1837) ⚭ 1813 Amalia Middendorf (1793–1823)  |
| Urgroßeltern                              | August Freiherr von der Heydt (1801–1874) ⚭ 1824 Julie Blank (1804–1865)               | August Freiherr von der Heydt (1801–1874) ⚭ 1824 Julie Blank (1804–1865)               | Karl Heinrich Boeddinghaus (1797–1872) ⚭ 1823 Sophie Siebel (1802–1885)                | Karl Heinrich Boeddinghaus (1797–1872) ⚭ 1823 Sophie Siebel (1802–1885)                | Jacob Haarhaus (1798–1881) ⚭ 1830 Johanna Sophie Bargmann (1803–1872)         | Jacob Haarhaus (1798–1881) ⚭ 1830 Johanna Sophie Bargmann (1803–1872)       | Alfred Aders (1809–1880) ⚭ 1835 Bertha Boeddinghaus (1814–1891)             | Alfred Aders (1809–1880) ⚭ 1835 Bertha Boeddinghaus (1814–1891)             |
| Großeltern                                | August Freiherr von der Heydt (1825–1867) ⚭ 1849 Maria Helene Boeddinghaus (1828–1899) | August Freiherr von der Heydt (1825–1867) ⚭ 1849 Maria Helene Boeddinghaus (1828–1899) | August Freiherr von der Heydt (1825–1867) ⚭ 1849 Maria Helene Boeddinghaus (1828–1899) | August Freiherr von der Heydt (1825–1867) ⚭ 1849 Maria Helene Boeddinghaus (1828–1899) | Gustav Haarhaus (1831–1911) ⚭ 1860 Ida Auguste Aders (1838–1876)              | Gustav Haarhaus (1831–1911) ⚭ 1860 Ida Auguste Aders (1838–1876)            | Gustav Haarhaus (1831–1911) ⚭ 1860 Ida Auguste Aders (1838–1876)            | Gustav Haarhaus (1831–1911) ⚭ 1860 Ida Auguste Aders (1838–1876)            |
| Eltern                                    | August Freiherr von der Heydt (1851–1929) ⚭ 1880 Selma Haarhaus (1862–1944)            | August Freiherr von der Heydt (1851–1929) ⚭ 1880 Selma Haarhaus (1862–1944)            | August Freiherr von der Heydt (1851–1929) ⚭ 1880 Selma Haarhaus (1862–1944)            | August Freiherr von der Heydt (1851–1929) ⚭ 1880 Selma Haarhaus (1862–1944)            | August Freiherr von der Heydt (1851–1929) ⚭ 1880 Selma Haarhaus (1862–1944)   | August Freiherr von der Heydt (1851–1929) ⚭ 1880 Selma Haarhaus (1862–1944) | August Freiherr von der Heydt (1851–1929) ⚭ 1880 Selma Haarhaus (1862–1944) | August Freiherr von der Heydt (1851–1929) ⚭ 1880 Selma Haarhaus (1862–1944) |
| August Freiherr von der Heydt (1881–1943) |                                                                                        |                                                                                        |                                                                                        |                                                                                        |                                                                               |                                                                             |                                                                             |                                                                             |